# Dark Bird Is Home
Dark Bird Is Home är det fjärde studioalbumet av den svenske singer-songwritern The Tallest Man on Earth (Kristian Matsson), utgivet den 12 maj 2015 på skivbolaget Dead Oceans. Det producerades av Matsson och spelades in vid Studio Hesten Gagnef i Sverige.
Albumet har nått plats 40 på den nederländska albumlistan.

## Låtlista
Låtarna skrivna av Kristian Matsson.
1. "Fields of Our Home" – 4:27
2. "Darkness of the Dream" – 5:00
3. "Singers" – 3:07
4. "Slow Dance" – 3:37
5. "Little Nowhere Towns" – 3:28
6. "Sagres" – 5:14
7. "Timothy" – 4:20
8. "Beginners" – 3:15
9. "Seventeen" – 4:07
10. "Dark Bird Is Home" – 5:04

## Medverkande
- BJ Burton – inspelning, ljudmix
- Huntley Miller – mastering
- The Tallest Man on Earth – producent
- Cameron Wittig – fotografi

Information från Discogs.

## Listplaceringar
| Lista (2015)  | Högsta position |
| ------------- | --------------- |
| Nederländerna | 40              |